# Марио Машунго
Марио Фернандес да Граса Машунго (порт. Mário Fernandes da Graça Machungo; Машише, 1. децембар 1940 — Лисабон, 17. фебруар 2020) био је мозамбички политичар и економиста. Обављао је функцију премијера Мозамбика од 17. јула 1986. године до 16. децембра 1994. године.
Након завршених студија економије у Лисабону радио је као банкарски службеник, политиком почиње да се бави након повратка у Мозамбик 1975. године, где у наредних неколико година обавља бројне министарске функције у националној Влади. 